# Musée du coquillage de Port-Louis
Le musée du coquillage (Mikado Shell Museum) est un musée mauricien situé à Port-Louis, rue Sir William Newton, consacré aux coquillages.

## Description
Ce musée situé maintenant tout près du marché central de Port-Louis a été ouvert en 1972, d'abord installé à Tamarin (Mikado Shell Museum), à l'initiative de M. Vic Chakowa, ancien plongeur passionné de coquillages. Puis il a été transféré à son emplacement actuel après l'acquisition de la collection de M. Descroizilles commencée dans les années 1950.
Il présente plus de trois mille coquillages de toutes les tailles et de toutes les couleurs, dont un grand nombre de coquillages endémiques des îles mauriciennes, certains avec des formes extraordinaires.